# Stefan Luder
Stephan Luder (* 3. Januar 1967) ist ein Schweizer Curler.

## Karriere
Luder spielte als Second der Schweizer Mannschaft bei den XV. Olympischen Winterspielen 1988 in Calgary im Curling. Die Mannschaft von Skip Hansjörg Lips gewann die olympische Silbermedaille nach einer 2:10-Niederlage im Final gegen Norwegen um Skip Eigil Ramsfjell. Da Curling damals noch eine Demonstrationssportart war, besitzt die Medaille aber keinen offiziellen Status.
1994 gewann er die Silbermedaille bei der EM in Sundsvall.

## Erfolge
- 2. Platz Olympische Winterspiele 1988 (Demonstrationswettbewerb)
- 2. Platz Europameisterschaft 1994